# Chevêche forestière
Athene blewitti
Espèce
Synonymes
- Heteroglaux blewitti (Hume, 1873)

Statut de conservation UICN

 EN C2a(i) : En danger
Statut CITES
La Chevêche forestière (Athene blewitti) est une espèce de rapaces nocturnes de la famille des Strigidae.

## Description
La chevêchette forestière est un petit oiseau trapu, mesurant en moyenne 23 cm de longueur. La chevêche forestière possède de nombreuses bandes sur les ailes et la queue. Elle a une tête et un bec relativement grands. Les parties supérieures sont gris-brun foncé. Le poitrail est plutôt brun et les côtés sont rayés avec une partie centrale blanche en bas du poitrail qui est parfois peu marquée, surtout chez les mâles. Les rémiges primaires sont plus sombres et bien distinctes. Les ailes et la queue sont rayées avec des bords blancs. Une tache carpienne sombre est visible sous les ailes en vol. Le disque du visage est pâle et les yeux sont de couleur jaune.

## Répartition

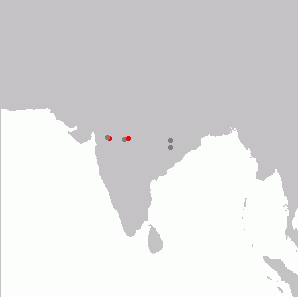
Traces actuelles de la Chevêche forestière en rouge et traces historiques en gris.

## Taxonomie
En 2018, après une étude de Koparde et al., le Congrès ornithologique international a rattaché l'espèce au genre Athene, toutefois certaines références, continuent de la rattacher au genre Heteroglaux.